# Gianni Borgna
Gianni Borgna (Roma, 13 giugno 1947 – Roma, 20 febbraio 2014) è stato un critico musicale, saggista e politico italiano.

## Biografia
Dopo essersi diplomato al Liceo classico Terenzio Mamiani, si è laureato in Filosofia all'Università di Roma "La Sapienza", della quale successivamente è divenuto docente insegnando Storia e Critica del Film. È stato titolare della cattedra di Sociologia della Musica presso la facoltà di Lettere dell'Università di Roma "Tor Vergata" fino all'anno accademico 2008/2009.

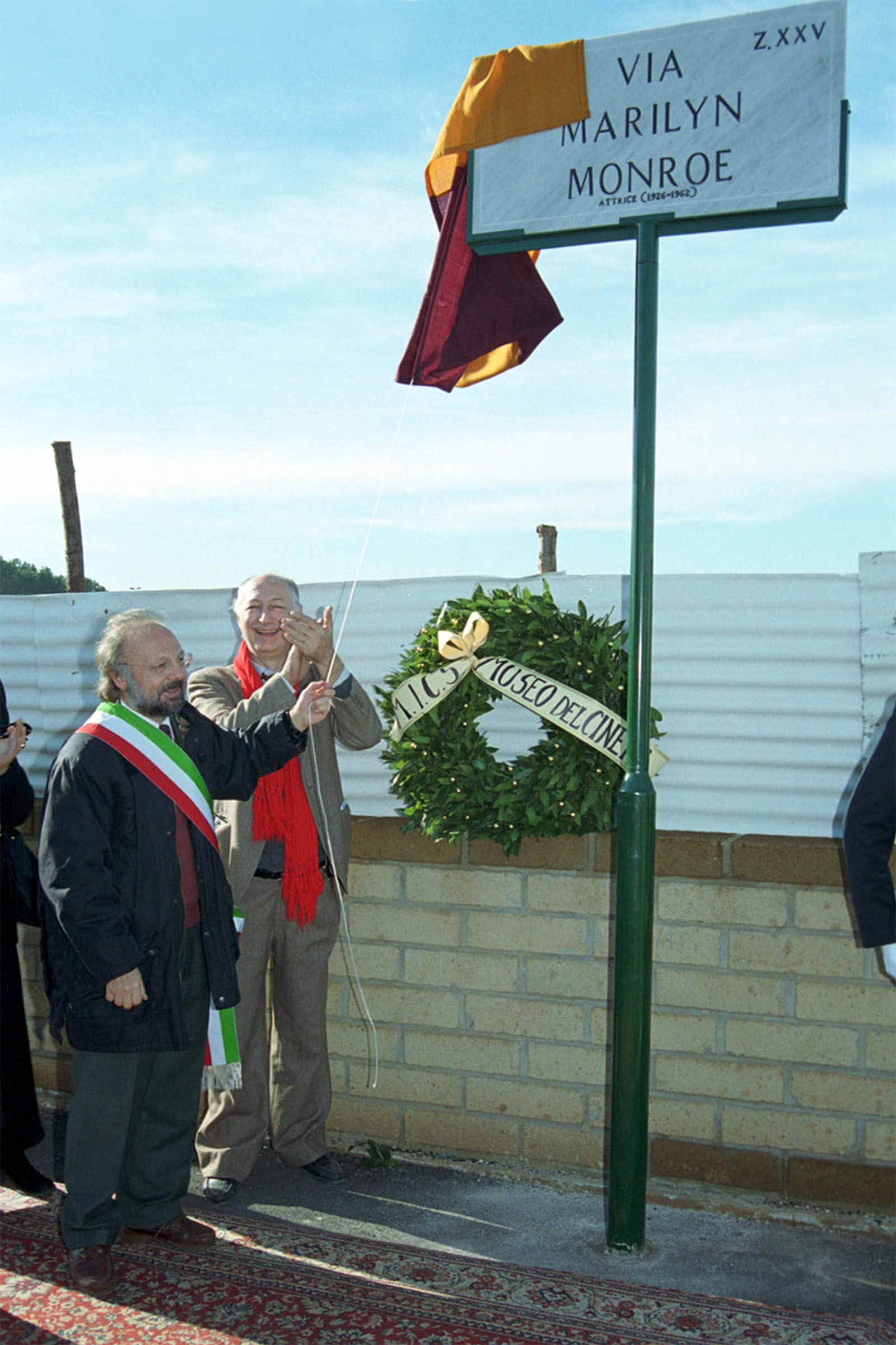
Borgna scopre la targa di via Marilyn Monroe a Roma

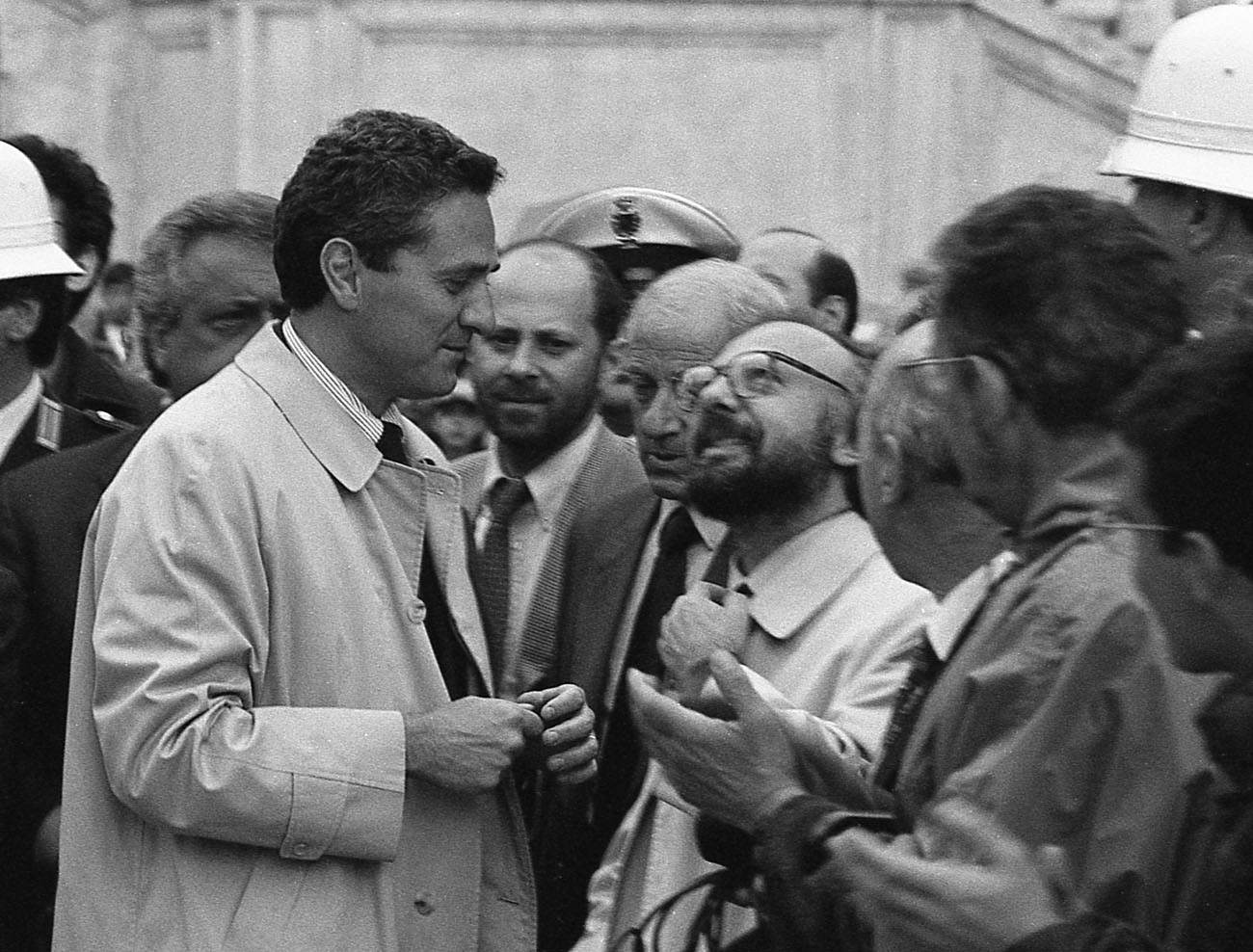
Il sindaco Francesco Rutelli con Gianni Borgna (1996)

Segretario della Federazione Giovanile Comunista Italiana di Roma nel 1973, poi nella segreteria nazionale.
Capogruppo del PCI al Consiglio regionale del Lazio nel 1975 e consigliere regionale del Lazio fino al 1985. Dal 1983 è stato presidente della Commissione Cultura del Lazio. Dal 1988 al 1992 è stato consigliere della Biennale di Venezia. Dal 1993 al 2006 continuativamente assessore alla Cultura del comune di Roma, sotto i sindaci Francesco Rutelli e Walter Veltroni. Dal 27 dicembre 2006 era stato nominato presidente della Fondazione Musica per Roma succedendo a Goffredo Bettini.
In ambito musicale si è occupato prevalentemente di musica leggera, di storia della canzone italiana e di sociologia della musica.
Curatore della mostra internazionale Pasolini-Roma: CCCB Barcellona, marzo 2013; Cinémathèque française Parigi, ottobre 2013; Palazzo delle Esposizioni Roma, aprile 2014; Martin-Gropius-Bau Berlino, settembre 2014; Museo San Telmo S. San Sebastián, giugno 2015.
È morto a Roma il 20 febbraio 2014 dopo una lunga malattia. È sepolto al cimitero acattolico di Roma, nel rione Testaccio.

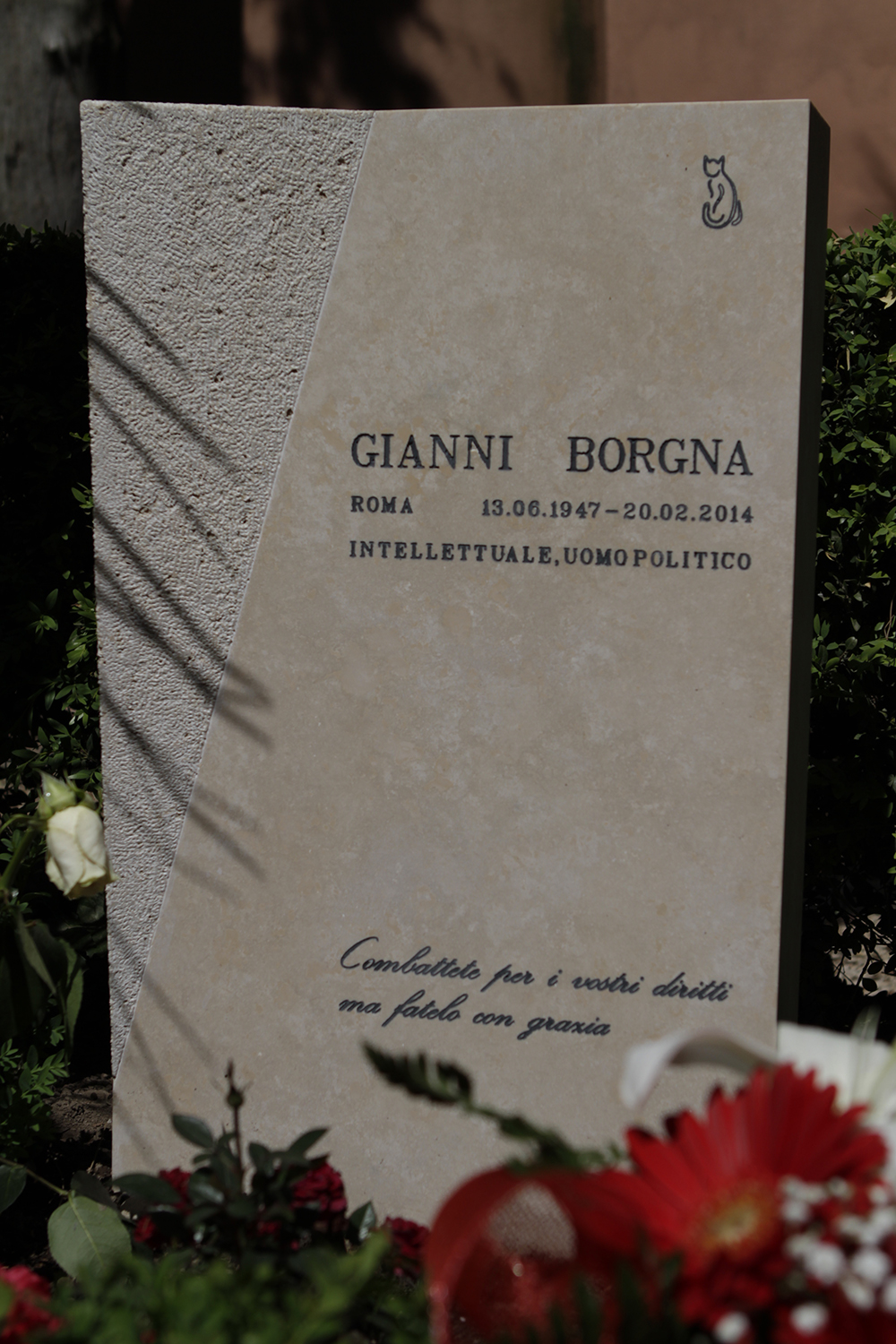
Lapide presso il cimitero acattolico di Roma

## Opere letterarie
- Gianni Borgna e Simone Dessì, C'era una volta una gatta, I cantautori degli anni '60, Savelli Editore, 1977
- Gianni Borgna, La grande evasione. Storia del Festival di San Remo - 30 anni di costume italiano, Savelli, Roma, 1980
- Gianni Borgna, Il tempo della musica, Laterza Editore, 1983
- Gianni Borgna, Storia della canzone italiana, Oscar Arnoldo Mondadori Editore 1995-2004, ISBN 88-04-42405-2
- Gianni Borgna, Luca Serianni, La lingua cantata. L'italiano nella canzone d'autore dagli anni trenta a oggi, Garamond 1995, ISBN 88-86180-06-3
- Gianni Borgna, Il mito della giovinezza, Laterza Editore, 1997, ISBN 978-88-420-5319-4.
- Gianni Borgna, L'Italia di Sanremo: cinquant'anni di canzoni, cinquant'anni della nostra storia, Arnoldo Mondadori Editore 1998, ISBN 88-04-43638-7
- Gianni Borgna, Gino Paoli. Una lunga storia d'amore, con DVD, Baldini e Castoldi 2005, ISBN 88-8490-777-2
- Gianni Borgna, Carlo Fuortes, Roberto Grossi e Angelo Zaccone Teodosi, Capitale della cultura. Quindici anni di politiche a Roma , Donzelli 2008, ISBN 978-88-6036-257-5
- Gianni Borgna e Adalberto Baldoni, Una lunga incomprensione. Pasolini fra destra e sinistra, Vallecchi, 2010, ISBN 978-88-8427-211-9. Premio Procida-Isola di Arturo-Elsa Morante[2]
- Gianni Borgna e Antonio Debenedetti, Dal Piacere alla Dolce Vita. Roma 1889-1960, una capitale allo specchio, Arnoldo Mondadori Editore, 2010, ISBN 978-88-370-6886-8.
- Gianni Borgna, Una città aperta, Audino Editore, 2013, ISBN 978-88-7527-235-7.
- Gianni Borgna, Senza Sinistra, Castelvecchi Editore, 2014, ISBN 978-88-6826-196-2
- Gianni Borgna, Pasolini integrale, Castelvecchi Editore, 2015
- Gianni Borgna, L'ultima generazione, incontri, passione e politica. Autobiografia di un comunista italiano, Ponte Sisto Editore, 2016

## Film
- Gianni Borgna e Nicola Caracciolo, La Roma del Luce, Istituto Luce (2004)
- Città aperta, Vita culturale a Roma dal '44 al '68 , Istituto Luce (2008)
- Profezia. L'Africa di Pasolini, Istituto Luce (2013)

## Format e Teatro
- Fin de siècle, Teatro Politeama Rossetti, Trieste (1999)
- La canzone francese, Musee de la chanson, Marsiglia (2000)
- Qualcuno era Giorgio Gaber, Auditorium Parco della Musica, e film, Roma (2003)
- La canzone francese, Ambasciata di Francia, Villa Medici, Roma (2009)
- La canzone romana da Balzani a Trovajoli, Oratorio del Gonfalone, Roma (2009)
- Cantando sotto la storia, Auditorium Parco della Musica, Roma (2009-2013)
- Viva l'Italia, Teatro Verdi, Trieste (2011)
- Cantando sotto la storia, l'Italia cantata. 150 anni attraverso le canzoni, Teatro Coliseo, Buenos Aires (2011)
- Una giovinezza enormemente giovane, Teatro il Piccolo, Trieste (2013); Teatro Argentina, Roma (2014)

## Onorificenze
Officier de l'Ordre national du Mérite della Repubblica Francese
--- Parigi, 13 giugno 2006
Intitolazione del Teatro Studio dell'Auditorium Parco della Musica di Roma
-- 20 febbraio 2015 : Teatro Studio Gianni Borgna